# Julius Schneider (Leichtathlet)
Julius „Ullus“ Hermann Schneider (* 5. März 1925 in Pforzheim; † 27. März 2009) war ein deutscher Leichtathlet, der sich auf den Stabhochsprung spezialisiert hatte.

## Karriere
Julius Schneider sprang für den SC Pforzheim. 
Schneider gewann den deutschen Meistertitel 1951 in Düsseldorf, 1953 in Augsburg, 1954 in Hamburg, 1955 in Frankfurt am Main und 1956 in Berlin. 1954 in Frankfurt, 1955 in Kiel und 1956 in Frankfurt siegte Schneider bei den Deutschen Hallenmeisterschaften.
Julius Schneider startete von 1951 bis 1955 bei 22 Meisterschaften und Länderkämpfen im Nationaltrikot. Bei den Europameisterschaften 1954 in Bern belegte er mit einer Sprunghöhe von 4,10 Meter den 16. Platz.
Seine Bestleistung von 4,21 Meter sprang Julius Schneider am 10. September 1953 in Athen. Mit dieser Leistung verbesserte er seinen eigenen Deutschen Rekord um einen Zentimeter.